# Franklin County (Iowa)
Das Franklin County ist ein County im US-Bundesstaat Iowa. Bei der Volkszählung im Jahr 2020 hatte das County 10.019 Einwohner und eine Bevölkerungsdichte von 6,6 Einwohnern pro Quadratkilometer. Der Verwaltungssitz (County Seat) ist Hampton.

## Geographie
Das County liegt im mittleren Norden von Iowa, ist im Norden etwa 80 km von Minnesota entfernt und hat eine Fläche von 1.510 Quadratkilometern, wovon ein Quadratkilometer Wasserfläche ist. Es grenzt an folgende Countys:
| Hancock County  | Cerro Gordo County | Floyd County  |
| Wright County   |                    | Butler County |
| Hamilton County | Hardin County      | Grundy County |

## Geschichte

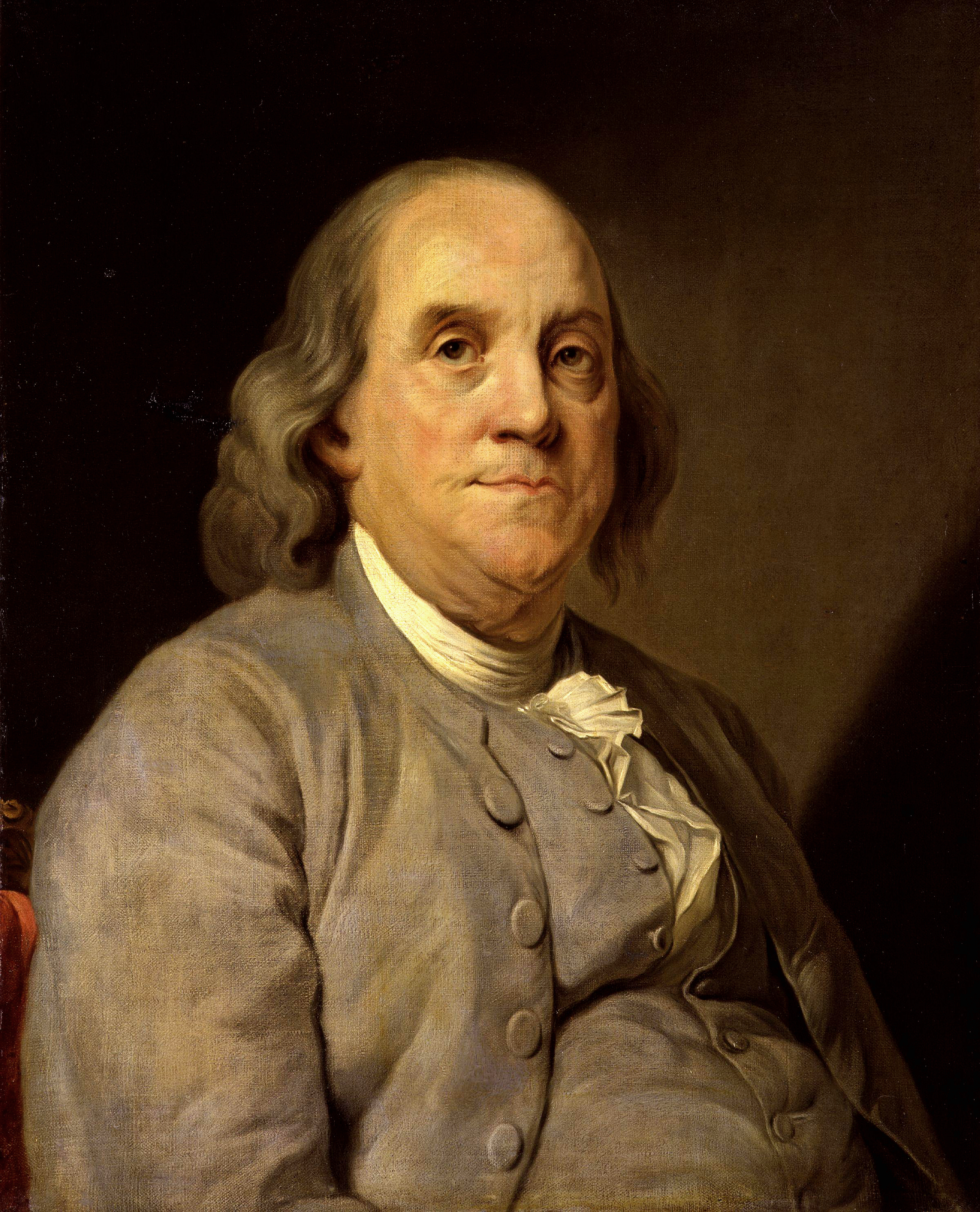
Franklin

Das Franklin County wurde am 15. Januar 1851 aus ehemaligen Teilen des Chickasaw County gebildet. Benannt wurde es nach Benjamin Franklin (1706–1790), einem der Gründerväter der USA.
12 Stätten und Gebäude des Countys sind im National Register of Historic Places eingetragen.

## Demografische Daten
Nach der Volkszählung im Jahr 2010 lebten im Franklin County 10.680 Menschen in 4.098 Haushalten. Die Bevölkerungsdichte betrug 7,1 Einwohner pro Quadratkilometer.
Ethnisch betrachtet setzte sich die Bevölkerung zusammen aus 93,6 Prozent Weißen, 0,4 Prozent Afroamerikanern, 0,2 Prozent amerikanischen Ureinwohnern, 0,3 Prozent Asiaten sowie aus anderen ethnischen Gruppen; 1,6 Prozent stammten von zwei oder mehr Ethnien ab. Unabhängig von der ethnischen Zugehörigkeit waren 11,3 Prozent der Bevölkerung spanischer oder lateinamerikanischer Abstammung.
In den 4.098 Haushalten lebten statistisch je 2,53 Personen.
23,8 Prozent der Bevölkerung waren unter 18 Jahre alt, 57,1 Prozent waren zwischen 18 und 64 und 19,1 Prozent waren 65 Jahre oder älter. 49,6 Prozent der Bevölkerung war weiblich.
Das jährliche Durchschnittseinkommen eines Haushalts lag bei 46.082 USD. Das Prokopfeinkommen betrug 21.253 USD. 10,2 Prozent der Einwohner lebten unterhalb der Armutsgrenze

## Orte im Franklin County
Citys
| - Ackley1 - Alexander - Coulter - Dows2 | - Geneva - Hampton - Hansell - Latimer | - Popejoy - Sheffield |

Unincorporated Communities
- Bradford
- Chapin

1 – teilweise im Hardin County

2 – teilweise im Wright County

## Gliederung
Das Franklin County ist in 16 Townships eingeteilt:
| - Geneva Township - Grant Township - Hamilton Township - Ingham Township | - Lee Township - Marion Township - Morgan Township - Mott Township | - Oakland Township - Osceola Township - Reeve Township - Richland Township | - Ross Township - Scott Township - West Fork Township - Wisner Township |

Die Städte Hampton und Sheffield gehören keiner Township an.